# Millery (Meurthe-et-Moselle)
Millery település Franciaországban, Meurthe-et-Moselle megyében. Lakosainak száma 597 fő (2022. január 1.). Millery Autreville-sur-Moselle, Belleau, Belleville, Custines, Marbache és Ville-au-Val községekkel határos.

## Népesség
A település népességének változása:
| Lakosok száma | 472  | 443  | 471  | 564  | 643  | 630  | 622  | 617  | 611  | 597  |
|               | 1968 | 1982 | 1990 | 2006 | 2013 | 2015 | 2017 | 2019 | 2020 | 2022 |